# Luísa de Gusmão
Luísa Maria Francisca (Huelva, 13 de outubro de 1613 — Lisboa, 27 de fevereiro de 1666) foi a esposa de Dom João IV e Rainha Consorte de Portugal e Algarves de 1640 até a morte do marido em 1656, sendo a primeira da casa de Bragança, além de regente durante a menoridade de seu filho Dom Afonso VI, entre 1656 e 1662.
Ela foi mãe de dois reis de Portugal, Dom Afonso VI e Dom Pedro II, e de uma rainha da Inglaterra, Dona Catarina, esposa do rei Carlos II.

## Biografia

### Família
Nascida em 13 de outubro de 1613, em Huelva, e batizada na Paróquia de São Pedro, como membro da poderosa Casa Ducal Medina Sidónia, Luísa era filha de João Manuel Peres de Gusmão, 8.º Duque de Medina Sidónia e Joana de Sandoval e Lacerda.
Descendia de reis de Portugal por via paterna e materna. Sua avó paterna era Ana de Silva e Mendonça, Princesa de Eboli, descendente de Afonso I de Portugal, e sua avó materna, Catarina Lacerda, era descendente por bastardia de Fernando I de Portugal. Através de seu avô paterno, Afonso de Gusmão e Sotomayor, 7.º Duque de Medina Sidónia, era, também, descendente por bastardia de Fernando, o Católico, e através de seu avô materno, Francisco Gomes de Sandoval e Rojas, 1.º Duque de Lerma, era descendente, novamente por bastardia, de São Francisco de Borja e, portanto, do Papa Alexandre VI.
Em 12 de janeiro de 1633, durante o período da União Ibérica, ela se casou com um nobre português de alta patente, João, 8.º Duque de Bragança.

### Guerra da Restauração
Esperava-se que o casamento de Luísa com o Duque de Bragança, ao unir duas importantes Casas Ducais, uma de Espanha e a outra de Portugal, apaziguasse os separatistas e impedisse o levantamento de Portugal contra a Dinastia Filipina.
No entanto, apesar de suas raízes espanholas, Luísa apoiou a política do marido na rebelião contra a Espanha. Ela é considerada a principal instigadora por trás da aceitação pelo marido do trono português. Consta que perante a hesitação do marido e a persistência dos nobres envolvidos no golpe que levaria à separação de Portugal da Monarquia Hispânica, a então duquesa de Bragança Dona Luísa, ter-se-á expressado com manifesto interesse na independência de Portugal as famosas palavras: "antes ser rainha por um dia do que duquesa toda a vida". Do mesmo modo, o Conde da Ericeira atribuiu à duquesa Dona Luísa a seguinte frase "mais acertado de morrer reinando do que acabar servindo".
A veracidade por trás das frases supostamente pronunciadas por Luísa é questionada, mas sua efetiva participação no processo de restauração da independência de Portugal é consenso entre os historiadores, como aponta Veríssimo Serrão: «não é de manter-se a falsa tradição que fez dela um dos «motores» da Restauração, mas não oferece dúvida que se identificou com o movimento e soube enfrentar os sacrifícios com ânimo varonil».

### Rainha
Após a aclamação, instalou-se em Lisboa com os filhos, vivendo para sua educação. Não teve um papel apagado, pois aquando da revolta de 1641 foi de parecer que os culpados não mereciam perdão, mesmo o inocente duque de Caminha. Exerceu  governo sempre que o rei acorria à fronteira do Alentejo, como em Julho de 1643, auxiliada nos negócios públicos por Dom Manuel da Cunha, bispo capelão-mor, Sebastião César de Meneses e o marquês de Ferreira.

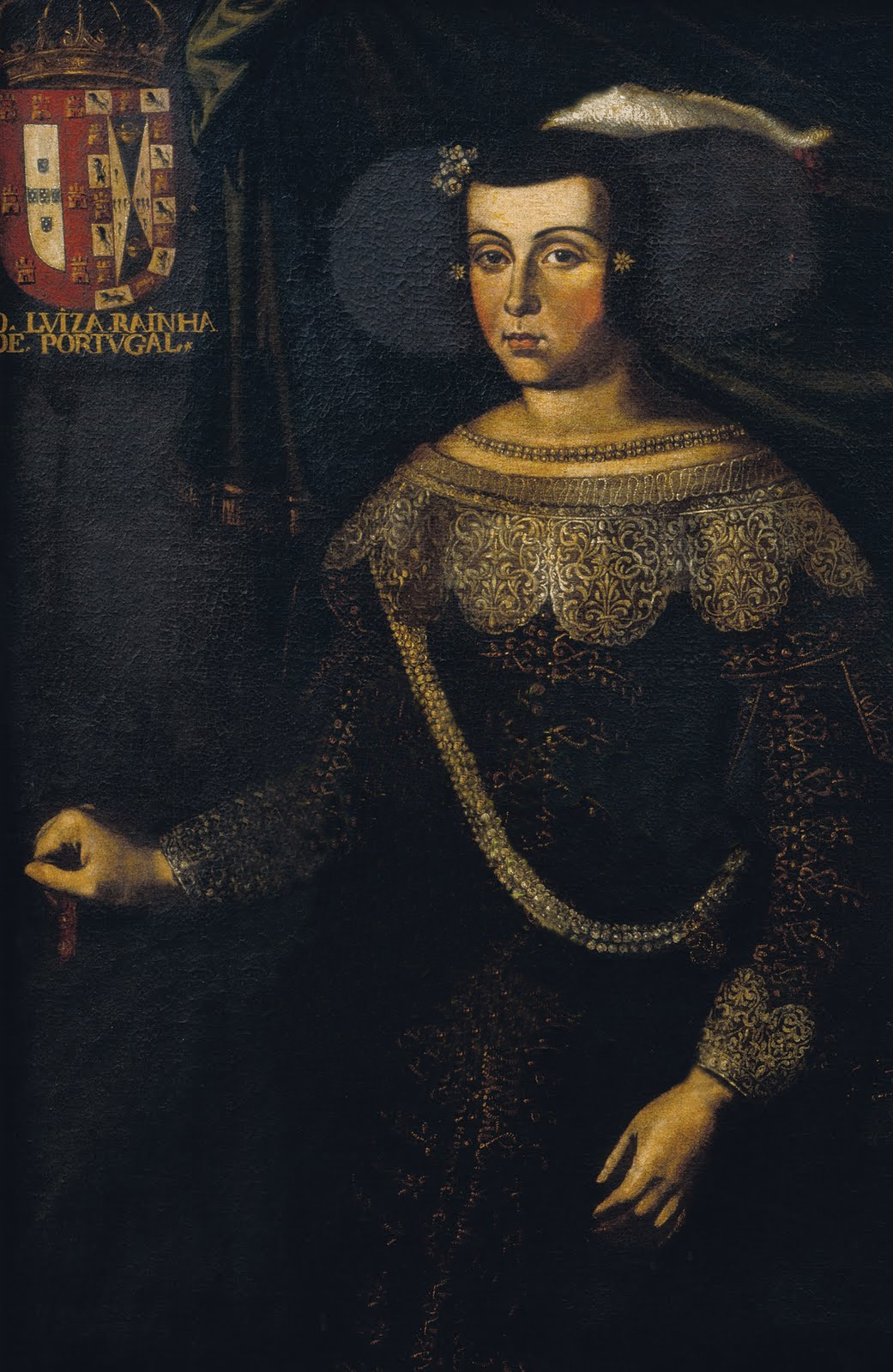
Rainha Dona Luísa de Gusmão

Desde muito cedo, as rainhas de Portugal contaram com os rendimentos de bens, adquiridos na sua grande maioria por doação. Às rainhas cabiam tenças sobre a receita das alfândegas, a vintena do ouro de certas minas, para além dos rendimentos das terras de que dispunham e a nomeação dos respectivos ofícios. No entanto, e de acordo com o estipulado nas Ordenações Manuelinas, as doações feitas às rainhas, mesmo quando não reservavam para o monarca nenhuma parte da jurisdição cível e crime, deviam ser interpretadas com reserva da mais alta superioridade e senhorio para o rei. Para além de estipularem as formas de exercício da jurisdição das rainhas, determinavam o regimento do ouvidor, que era desembargador na Casa da Suplicação.
Após o período de domínio filipino, durante o qual cessara o estado, dote e jurisdição das rainhas, Dom João IV determinou que sua mulher, Dona Luísa Gabriela de Gusmão, detivesse todas as terras que tinham pertencido à anterior rainha Dona Catarina: (Silves, Faro, Alvor, Alenquer, Sintra, Aldeia Galega da Merceana e Aldeia Gavinha, Óbidos, Caldas da Rainha e Salir do Porto), com as respectivas rendas, direitos reais, tributos e ofícios (vedor, juiz, ouvidor e mais desembargadores, oficiais dos feitos de sua fazenda e estado), padroados, e toda a jurisdição e alcaidarias mores, de acordo com a Ordenação manuelina.
Por Carta de 10 de janeiro de 1643 foram confirmadas as doações e jurisdição das rainhas. A 9 de fevereiro do mesmo ano, foram doadas a Dona Luísa as terras da Chamusca e Ulme, mais bens pertencentes ao morgado Rui Gomes da Silva, e ainda o reguengo de Nespereira, Monção e Vila Nova de Foz Côa.
Dona Luísa, por Decreto de 16 de julho de 1643, criou o Conselho ou Tribunal do Despacho da Fazenda e Estado da Casa das Senhoras Rainhas, constituído por um ouvidor presidente, dois deputados, um provedor, um escrivão e um porteiro. O Regimento do Conselho da Fazenda e Estado, outorgado em 11 de outubro de 1656, fixou a existência de um vedor da Fazenda, um ouvidor e dois deputados, um dos quais ouvidor geral das terras das rainhas, um procurador da Fazenda e respectivo escrivão, um chanceler e um escrivão da câmara. 

### Regência
No testamento do esposo, Dona Luísa foi nomeada regente durante a menoridade de Dom Afonso VI, aclamado no Paço da Ribeira em 15 de novembro de 1656, aos 13 anos.

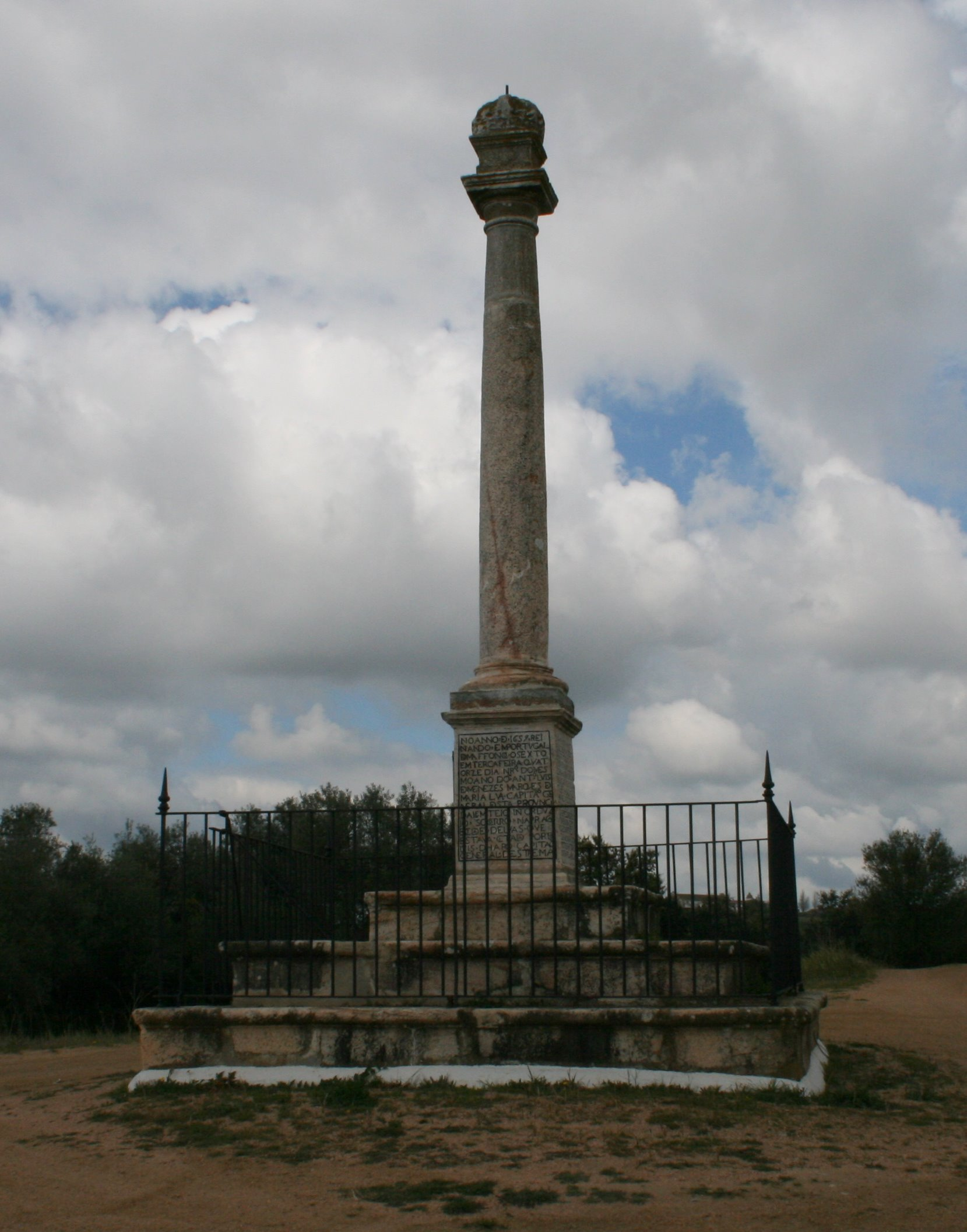
Padrão comemorativo da Batalha das Linhas de Elvas

Dona Luísa era politicamente astuta, como regente procurou organizar o governo de modo a impor-se às facções palacianas em jogo. A aliança com Inglaterra, assinada em 1661, que estipulou o casamento de sua filha Dona Catarina com o rei Carlos II de Inglaterra, foi em grande parte obra sua, bem como a organização das forças que, no ano seguinte, já no governo de Dom Afonso VI, vieram a obter as vitórias da Guerra da Restauração. Durante sua regência houve a grande vitória portuguesa das Linhas de Elvas, em 14 de janeiro de 1659, batalha importantíssima porque a derrota implicaria a perda de Lisboa. Não foi, porem, uma vitória decisiva, pois o Tratado dos Pirenéus iria deixar a Espanha sem outros compromissos militares e Portugal voltaria a sentir ameaças mais graves. A viúva de Dom João IV defendeu os princípios de liberdade e independência da restauração e manteve-se no governo, receosa de que o filho o comprometesse. 
Em 1661, a rainha pretendia abandonar o governo, chegando a redigir um papel para justificar a sua atitude e a «"monstruosidade que representava o reino com duas cabeças"». Mas temendo a desastrosa administração de seu filho, resolveu manter-se regente. Afonso foi considerado mentalmente inapto para governar. Além de não ter intelecto, ele exibia um comportamento selvagem e perturbador. Em 1662, depois que o rei aterrorizou Lisboa à noite ao lado de seus favoritos – percorriam todos a cidade, de noite, apedrejando janelas, arremetendo contra os transeuntes, a regente e seu conselho responderam banindo alguns dos companheiros do rei que estavam associados aos ataques.
Irritado, Afonso, com a ajuda do o Conde de Castelo Melhor, auxiliado pelo Conde de Atouguia e por Sebastião César de Meneses, pressionou a regente com sua intenção de assumir as rédeas do governo, dado que chegara, havia muito, à maioridade legal. Embora contrariada, a rainha entregou a regência.

### Morte

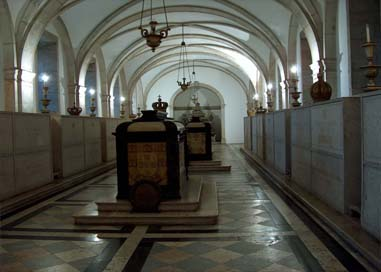
Panteão dos Braganças, no Mosteiro de São Vicente de Fora em Lisboa

Após entregar a regência, Dona Luísa continuou a viver no Paço da Ribeira, até que, em 1663, Castelo Melhor conseguiu transferi-la para o Convento do Grilo, em Xabregas, onde morreu de tuberculose, em 27 de fevereiro de 1666, aos 52 anos.
Luísa de Gusmão foi sepultada no Convento de Xabregas, na atual freguesia do Beato, até ser trasladada para o Panteão dos Braganças, no Mosteiro de São Vicente de Fora, em Lisboa.

## Descendência
| Nome                           | Retrato | Longevidade                                     | Notas |
| ------------------------------ | --- | ----------------------------------------------- | --- |
| Teodósio, Príncipe do Brasil   | Retrato de um jovem de cabelo preto, comprido, com uma armadura e uma cola de renda.                                                                         | 8 de Fevereiro de 1634 – 13 de maio de 1653     | Como primogénito, assumiu o título de Príncipe do Brasil, título especialmente criado em sua honra, enquanto herdeiro do trono, por carta do pai de 27 de Outubro de 1645. De saúde frágil, faleceu aos 19 anos, de uma tuberculose pulmonar. |
| Dona Ana de Bragança           | | 21 de janeiro de 1635                           | Nasceu no Paço Ducal de Vila Viçosa, tendo morrido nesse mesmo dia. Foi sepultada no Convento das Chagas, nessa vila. |
| Joana, Princesa da Beira       | Retrato de uma jovem de cabelos escuros, pelos ombros, com um vestido verde e com rendas brancas.                                                            | 16 de setembro de 1636 – 17 de novembro de 1653 | Tornou-se a primeira Princesa da Beira, título criado por seu pai em 1645 para ser atribuído à filha mais velha do monarca de Portugal. Faleceu jovem, aos 17 anos. |
| Catarina, Rainha da Inglaterra | Retrato de uma senhora de cabelos pretos, encaracolados, com um vestido de veludo preto, e um manto de arminho, sentada num trono dourado.                   | 25 de novembro de 1638 – 31 de dezembro de 1705 | Após a morte da irmã mais velha, Dona Joana, assumiu o título de Princesa da Beira. Posteriormente, tornou-se rainha consorte de Inglaterra e Escócia por seu casamento com o rei Carlos II da Casa de Stuart. Catarina sofreu, por três vezes, abortos espontâneos, e do casamento não houve descendência.                                                          |
| Dom Manuel de Bragança         | | 6 de setembro de 1640                           | Nasceu no Paço Ducal de Vila Viçosa, tendo morrido nesse mesmo dia. Foi sepultado no Convento de São Francisco, nessa vila. |
| Afonso VI de Portugal          | Retrato de um jovem, de pé, de cabelos castanhos compridos, vestindo uma armadura e uma faixa azul.                                                          | 21 de agosto de 1643 – 12 de setembro de 1683   | Nascido como Infante de Portugal, Afonso não estava destinado a reinar, mas tornou-se herdeiro do trono com a morte do irmão Dom Teodósio em 1653. Mentalmente incapaz de governar, foi deposto do trono pelo irmão, Dom Pedro, que o sucedeu no trono quando ele morreu. Casou-se com Maria Francisca de Sabóia, tendo sido o casamento anulado por não-consumação. |
| Pedro II de Portugal           | Retrato a corpo inteiro de um homem, vestido de armadura e com um manto de arminho e forro a veludo vermelho, com uma peruca comprida, preta e encaracolada. | 26 de abril de 1648 – 9 de dezembro de 1706     | Assegurou a regência do reino desde 1668, devido à instabilidade mental do irmão, Dom Afonso VI. Sucedeu-lhe no trono em 1683. Desposou a cunhada, Dona Maria Francisca de Saboia, de quem teve uma filha; e casou em segundas núpcias com Maria Sofia Isabel, Condessa Palatina de Neuburgo, de quem teve sete filhos.                                              |